# Начальное образование
Начальное образование — первый этап общего образования детей. Получая начальное образование, дети приобретают первые знания об окружающем мире, навыки общения и решения прикладных задач. На этом этапе формируется и начинает развиваться личность ребёнка, что подчёркивает важность начального образования для общества и страны.
По Международной стандартной классификации образования (МСКО) начальное образование находится на 1 уровне.

## Определение
Предыдущая редакция МСКО, принятая ЮНЕСКО, от 1997 года гласила, что начальное образование обычно начинается в возрасте от 5 до 8 лет и разработано для того, чтобы дать надежное базовое образование по чтению, письму и математике вместе с элементарным пониманием других предметов. В редакции 2011 года элементарное понимание других предметов было отменено в пользу «создания прочной основы для обучения».
ЮНИСЕФ считает, что предоставление детям начального образования имеет много пользы, в том числе начальное образование:
- снижает бедность;
- снижает уровень детской смертности;
- поощряет гендерное равенство;
- повышает понимание окружающей среды[2].

Подход к начальному образованию: как преподаванию, так и обучению — на протяжении тысячелетий занимала многие великие умы. Выбор чему учить и кого учить более философский, чем может показаться на первый взгляд. Согласно декларации тысячелетия ООН от 2000 года одной из всемирных целей является обеспечение всеобщего начального образования, а именно, «обеспечить, чтобы к 2015 году, у детей во всем мире как у мальчиков, так у девочек, была возможность получать в полном объёме начальное школьное образование». В настоящий момент, более 100 миллионов детей по всему миру, достигших школьного возраста, не посещают школу. Большинство из них живут в регионе субсахарской Африки и Южной Азии. Девочки при этом наиболее подвержены дискриминации в получении доступа к образованию по достижении школьного возраста.

## Начальное образование по странам

### Россия
В России начальное общее образование считается обязательным и общедоступным. Обучение детей в начальных школах обычно начинается с возраста семи лет при отсутствии противопоказаний по состоянию здоровья, но не позже достижения ими возраста восьми лет. Начальное образование формирует общеучебные навыки и умения, уровень освоения которых в значительной мере определяет успешность всего последующего обучения. Школьники, успешно завершившие начальное общее образование, продолжают обучение на ступени общего образования.